# روبرتو آکورنیرو
روبرتو آکورنیرو (ایتالیایی: Roberto Accornero؛ زادهٔ ۹ مارس ۱۹۵۷) بازیگر و صداپیشه اهل ایتالیا است.
از جمله نقش‌های مهمی که او ایفا نموده‌است، می‌توان به نقش «پدر روحانی آنجلو دِل‌آکوا» در ژان بیست‌وسوم: پاپ صلح و «سروان آلوئیزی» در مارشال روکا اشاره نمود.

## گزیدهٔ آثار

### سینما
- شام (۲۰۱۴)
- من، دن جووانی (۲۰۰۹)
- بهترین دوران جوانی (۲۰۰۳)

### تلویزیون
- محاکمه (۲۰۱۹)
- برای یک شب عاشقی (۲۰۰۸)
- ژان بیست‌وسوم: پاپ صلح (۲۰۰۲)
- مارشال روکا (۲۰۰۵–۱۹۹۶)

### رادیو
- درام رادیویی سام تورپیدو (۲۰۰۱)
- درام رادیویی مرغ‌داری (۲۰۰۸)